# En Avant de Guingamp 2022-2023 (femminile)
Questa voce raccoglie le informazioni riguardanti la squadra femminile dell'En Avant de Guingamp nelle competizioni ufficiali della stagione 2022-2023.

## Divise e sponsor
La grafica riproponeva l'abbinamento cromatico basato sui colori sociali del club, rosso e nero, adottato dal Guingamp maschile. Main sponsor era Celtigel, quello tecnico, fornitore delle tenute da gioco, Umbro.
| Casa | Trasferta |

## Organigramma societario
Area tecnica
- Allenatore: Frédéric Biancalani
- Vice allenatore:
- Preparatore dei portieri: Florian Le Moal
- Preparatori atletici: Julien Le Hesran, Gwénaël Roucheyrolle

## Rosa
Rosa, ruoli e numeri di maglia come da sito ufficiale, aggiornati all'11 gennaio 2023.
| N. |                     | Ruolo | Calciatrice             |
| -- | ------------------- | ----- | ----------------------- |
| 1  | Francia (bandiera)  | P     | Cindy Perrault          |
| 3  | Francia (bandiera)  | D     | Enora Guillois          |
| 5  | Francia (bandiera)  | D     | Maïwen Renard           |
| 6  | Svizzera (bandiera) | C     | Sally Julini            |
| 7  | Marocco (bandiera)  | C     | Anissa Lahmari          |
| 8  | Francia (bandiera)  | D     | Héloïse Mansuy          |
| 9  | Francia (bandiera)  | A     | Sarah Cambot (capitano) |
| 10 | Marocco (bandiera)  | C     | Sana Daoudi             |
| 11 | Francia (bandiera)  | A     | Alison Péniguel         |
| 13 | Francia (bandiera)  | D     | Manon Revelli           |
| 14 | Mali (bandiera)     | C     | Aïssata Traoré          |
| 15 | Francia (bandiera)  | D     | Marine Perea            |

| N. |                    | Ruolo | Calciatrice           |
| -- | ------------------ | ----- | --------------------- |
| 16 | Francia (bandiera) | P     | Solène Durand         |
| 17 | Francia (bandiera) | D     | Grace Kazadi          |
| 18 | Francia (bandiera) | C     | Angel Gurham          |
| 19 | Francia (bandiera) | D     | Emmy Jézéquel         |
| 20 | Francia (bandiera) | C     | Laurie Teinturier     |
| 22 | Francia (bandiera) | A     | Wassilah Pacaud       |
| 23 | Francia (bandiera) | C     | Nina Richard          |
| 25 | Francia (bandiera) | A     | Marie-Charlotte Léger |
| 26 | Francia (bandiera) | A     | Imane Touriss         |
| 30 | Francia (bandiera) | P     | Manon Le Page         |
| 33 | Francia (bandiera) | A     | Noëlle Mendy          |

## Calciomercato

### Sessione estiva
| Acquisti | Acquisti              | Acquisti             | Acquisti               |
| R.       | Nome                  | da                   | Modalità               |
| -------- | --------------------- | -------------------- | ---------------------- |
| P        | Solène Durand         | Digione              | definitivo             |
| D        | Grace Kazadi          | Olympique Lione      | definitivo             |
| D        | Marine Perea          | Bordeaux             | definitivo             |
| C        | Anissa Lahmari        | Soyaux               | definitivo             |
| C        | Manon Revelli         | Olympique Lione      | definitivo             |
| C        | Sally Julini          | Olympique Lione      | prolungamento prestito |
| A        | Marie-Charlotte Léger | Montpellier          | definitivo             |
| A        | Noëlie Mendy          | VGA Saint-Maur       | definitivo             |
| A        | Imane Touriss         | CPB Bréquigny Rennes | definitivo             |

| Cessioni | Cessioni          | Cessioni             | Cessioni   |
| R.       | Nome              | a                    | Modalità   |
| -------- | ----------------- | -------------------- | ---------- |
| P        | Arzhelenn Dufrien | Saint-Malo           | definitivo |
| C        | Louise Fleury     | Paris FC             | definitivo |
| C        | Margaux Le Mouël  | Paris FC             | definitivo |
| C        | Anaïs Martin      | CPB Bréquigny Rennes | definitivo |

### Sessione invernale
| Acquisti | Acquisti | Acquisti | Acquisti |
| R.       | Nome     | da       | Modalità |
| -------- | -------- | -------- | -------- |
|          |          |          |          |

| Cessioni | Cessioni      | Cessioni       | Cessioni |
| R.       | Nome          | a              | Modalità |
| -------- | ------------- | -------------- | -------- |
| P        | Manon Le Page | VGA Saint-Maur |          |

## Risultati

### Division 1

#### Girone di andata
| Arbitro: | Gonçalves |

|  |           |                           |
|  | Marcatori | 18’, 79’ Kouassi 52’ Piga |

| Arbitro: | Rochebilière |

|                  |           |  |
| Davis 55’ (rig.) | Marcatori |  |

| Arbitro: | Laur |

|  |           |          |
|  | Marcatori | 50’ Roth |

| Arbitro: | Gerbel |

|                                    |           |  |
| Ngock 30’ Pasquereau 32’ Louis 43’ | Marcatori |  |

| Arbitro: | Rochebilière |

|                |           |                                                         |
| Teinturier 89’ | Marcatori | 28’ Boureille 69’ (rig.) Robert 83’ Mondésir 86’ Gevitz |

| Arbitro: | Benmahammed |

|                            |           |            |
| Cardia 6’ Garbino 17’, 34’ | Marcatori | 15’ Mansuy |

| Pabu 5 novembre 2022, ore 14:30 CET 7ª giornata | Guingamp | 0 – 0 referto | Olympique Lione | Stade du Centre de Formation EAG - Akademi (871 spett.)\| Arbitro: \| Efe \| |
| Arbitro:                                        | Efe      |               |                 |                                                                              |

| Arbitro: | Rochebilière |

|  |           |                     |
|  | Marcatori | 13’, 41’, 44’ Matéo |

| Arbitro: | Collin |

|           |           |  |
| Diani 29’ | Marcatori |  |

| Arbitro: | Laur |

|                             |           |            |
| Cambot 17’, 83’ Richard 18’ | Marcatori | 82’ Gbogou |

| Arbitro: | Gerbel |

|             |           |                      |
| Antoine 54’ | Marcatori | 8’ Cambot 23’ Traoré |

#### Girone di ritorno
| Arbitro: | Daupeux |

|                |           |                        |
| Cambot 4’, 32’ | Marcatori | 45’ Gordon 90+1’ Davis |

| Arbitro: | Benmahammed |

|               |           |  |
| Hellstrom 53’ | Marcatori |  |

| Arbitro: | Gerbel |

|                 |           |  |
| Traoré 85’, 89’ | Marcatori |  |

| Arbitro: | Gonçalves |

|  |           |           |
|  | Marcatori | 2’ Traoré |

| Arbitro: | Daupeux |

|                          |           |  |
| A. Traoré 29’ Renard 89’ | Marcatori |  |

| Arbitro: | Gonçalves |

|                                                                      |           |  |
| Bruun 10’, 29’ Becho 41’ Hegerberg 71’ Le Sommer 80’ Van de Donk 82’ | Marcatori |  |

| Arbitro: | Efe |

|                        |           |                               |
| Matéo 44’ Bourdieu 78’ | Marcatori | 18’ Cambot 59’ (rig.) Lahmari |

| Arbitro: | Gonçalves |

|  |           |            |
|  | Marcatori | 30’ Geyoro |

| Arbitro: | Efe |

|               |           |                           |
| Belkhiter 35’ | Marcatori | 48’ Cambot 90+4’ Peniguel |

| Arbitro: | Benmahammed |

|                                       |           |             |
| Sévenne 17’ (aut.) Lahmari 77’ (rig.) | Marcatori | 27’ Saunier |

| Arbitro: | Laur |

|                                                                   |           |  |
| Le Garrec 7’, 84’ Dafeur 20’ Kamczyk 39’ Fontaine 57’ Kouassi 71’ | Marcatori |  |

### Coppa di Francia
| Arbitro: | Bessière |

|  |           |                                                                     |
|  | Marcatori | 22’ Richard 27’ Teinturier 51’ Revelli 56’ Cambot 74’, 86’ Peniguel |

| Arbitro: | Laur |

|                        |                      |                         |
| Clark 19’ Couasnon 35’ | Marcatori            | 50’ Peniguel 75’ Cambot |
|                        | Tiri di rigore 6 – 5 |                         |

## Statistiche

### Statistiche di squadra
| Competizione     | Punti | In casa | In casa | In casa | In casa | In casa | In casa | In trasferta | In trasferta | In trasferta | In trasferta | In trasferta | In trasferta | Totale | Totale | Totale | Totale | Totale | Totale | DR  |
| Competizione     | Punti | G       | V       | N       | P       | Gf      | Gs      | G            | V            | N            | P            | Gf           | Gs           | G      | V      | N      | P      | Gf     | Gs     | DR  |
| ---------------- | ----- | ------- | ------- | ------- | ------- | ------- | ------- | ------------ | ------------ | ------------ | ------------ | ------------ | ------------ | ------ | ------ | ------ | ------ | ------ | ------ | --- |
| Division 1       | 24    | 11      | 4       | 2       | 5       | 12      | 16      | 11           | 3            | 1            | 7            | 8            | 25           | 22     | 7      | 3      | 12     | 20     | 41     | -21 |
| Coppa di Francia | -     | -       | -       | -       | -       | -       | -       | 2            | 1            | 1            | 0            | 8            | 2            | 2      | 1      | 1      | 0      | 8      | 2      | +6  |
| Totale           | -     | 11      | 4       | 2       | 5       | 12      | 16      | 13           | 4            | 2            | 7            | 16           | 27           | 24     | 8      | 4      | 12     | 28     | 43     | -15 |

### Andamento in campionato
| Giornata  | 1  | 2  | 3  | 4  | 5  | 6  | 7  | 8  | 9  | 10 | 11 | 12 | 13 | 14 | 15 | 16 | 17 | 18 | 19 | 20 | 21 | 22 |
| --------- | -- | -- | -- | -- | -- | -- | -- | -- | -- | -- | -- | -- | -- | -- | -- | -- | -- | -- | -- | -- | -- | -- |
| Luogo     | C  | T  | C  | T  | C  | T  | C  | C  | T  | C  | T  | C  | T  | C  | T  | C  | T  | T  | C  | T  | C  | T  |
| Risultato | P  | P  | P  | P  | P  | P  | N  | P  | P  | V  | V  | N  | P  | V  | V  | V  | P  | N  | P  | V  | V  | P  |
| Posizione | 11 | 10 | 11 | 11 | 12 | 12 | 12 | 12 | 12 | 12 | 10 | 10 | 10 | 10 | 9  | 9  | 9  | 9  | 9  | 9  | 9  | 9  |

Legenda:

Luogo: C = Casa; T = Trasferta. Risultato: V = Vittoria; N = Pareggio; P = Sconfitta.

### Statistiche delle giocatrici
| Giocatore     | Division 1 | Division 1 | Division 1  | Division 1 | Coppa di Francia | Coppa di Francia | Coppa di Francia | Coppa di Francia | Totale   | Totale | Totale      | Totale     |
| Giocatore     | Presenze   | Reti       | Ammonizioni | Espulsioni | Presenze         | Reti             | Ammonizioni      | Espulsioni       | Presenze | Reti   | Ammonizioni | Espulsioni |
| ------------- | ---------- | ---------- | ----------- | ---------- | ---------------- | ---------------- | ---------------- | ---------------- | -------- | ------ | ----------- | ---------- |
| S. Blouin     | 2          | 0          | 0           | 0          | -                | -                | -                | -                | 2        | 0      | 0           | 0          |
| S. Cambot     | 22         | 7          | 1           | 0          | 2                | 2                | 0                | 0                | 24       | 9      | 1           | 0          |
| S. Daoudi     | 13         | 0          | 3           | 0          | 2                | 0                | 0                | 0                | 15       | 0      | 3           | 0          |
| S. Durand     | 9          | 0          | 0           | 0          | 2                | 0                | 0                | 0                | 11       | 0      | 0           | 0          |
| E. Guillois   | 0          | 0          | 0           | 0          | -                | -                | -                | -                | 0        | 0      | 0           | 0          |
| A. Gurhem     | 5          | 0          | 0           | 0          | -                | -                | -                | -                | 5        | 0      | 0           | 0          |
| E. Jézéquel   | 22         | 0          | 0           | 0          | 2                | 0                | 0                | 0                | 24       | 0      | 0           | 0          |
| S. Julini     | 10         | 0          | 1           | 0          | 2                | 0                | 0                | 0                | 12       | 0      | 1           | 0          |
| G. Kazadi     | 20         | 0          | 5           | 0          | 2                | 0                | 0                | 0                | 22       | 0      | 5           | 0          |
| S. Keita      | 3          | 0          | 0           | 0          | -                | -                | -                | -                | 3        | 0      | 0           | 0          |
| A. Lahmari    | 18         | 2          | 6           | 0          | 2                | 0                | 0                | 0                | 20       | 2      | 6           | 0          |
| M. Le Page    | 0          | 0          | 0           | 0          | -                | -                | -                | -                | 0        | 0      | 0           | 0          |
| M-C. Léger    | 17         | 0          | 3           | 0          | 2                | 0                | 0                | 0                | 19       | 0      | 3           | 0          |
| H. Mansuy     | 19         | 1          | 1           | 0          | 1                | 0                | 0                | 0                | 20       | 1      | 1           | 0          |
| N. Mendy      | 2          | 0          | 0           | 0          | -                | -                | -                | -                | 2        | 0      | 0           | 0          |
| W. Pacaud     | 13         | 0          | 1           | 0          | 1                | 0                | 0                | 0                | 14       | 0      | 1           | 0          |
| A. Peniguel   | 22         | 1          | 3           | 0          | 2                | 0                | 0                | 0                | 24       | 1      | 3           | 0          |
| M. Perea      | 10         | 0          | 0           | 0          | 1                | 0                | 0                | 0                | 11       | 0      | 0           | 0          |
| C. Perrault   | 13         | 0          | 2           | 0          | 0                | 0                | 0                | 0                | 13       | 0      | 2           | 0          |
| M. Renard     | 11         | 1          | 1           | 0          | 1                | 0                | 0                | 0                | 12       | 1      | 1           | 0          |
| M. Revelli    | 22         | 0          | 4           | 0          | 2                | 1                | 0                | 0                | 24       | 1      | 4           | 0          |
| N. Richard    | 20         | 1          | 1           | 0          | 2                | 1                | 0                | 0                | 22       | 2      | 1           | 0          |
| L. Teinturier | 22         | 1          | 1           | 0          | 2                | 1                | 0                | 0                | 24       | 2      | 1           | 0          |
| I. Touriss    | 10         | 0          | 0           | 0          | 2                | 0                | 0                | 0                | 12       | 0      | 0           | 0          |
| A. Traoré     | 21         | 5          | 7           | 0          | 1                | 0                | 0                | 0                | 22       | 5      | 7           | 0          |